# Hydriastele
Hydriastele é um género botânico pertencente à família Arecaceae.

## Espécies
- Hydriastele affinis (Becc.) W.J.Baker & Loo (2004)
- Hydriastele aprica (B.E.Young) W.J.Baker & Loo (2004)
- Hydriastele beccariana Burret (1928)
- Hydriastele beguinii (Burret) W.J.Baker & Loo (2004)
- Hydriastele boumae W.J.Baker & D.Watling (2004)
- Hydriastele brassii (Burret) W.J.Baker & Loo (2004)
- Hydriastele cariosa (Dowe & M.D.Ferrero) W.J.Baker & Loo (2004)
- Hydriastele carrii Burret (1936)
- Hydriastele chaunostachys (Burret) W.J.Baker & Loo (2004)
- Hydriastele costata F.M.Bailey (1898)
- Hydriastele cyclopensis (Essig & B.E.Young) W.J.Baker & Loo (2004)
- Hydriastele cylindrocarpa (Becc.) W.J.Baker & Loo (2004)
- Hydriastele dransfieldii (Hambali & al.) W.J.Baker & Loo (2004)
- Hydriastele flabellata (Becc.) W.J.Baker & Loo (2004)
- Hydriastele geelvinkiana (Becc.) Burret (1937)
- Hydriastele gibbsiana (Becc.) W.J.Baker & Loo (2004)
- Hydriastele gracilis (Burret) W.J.Baker & Loo (2004)
- Hydriastele hombronii (Becc.) W.J.Baker & Loo (2004)
- Hydriastele kasesa (Lauterb.) Burret (1937)
- Hydriastele kjellbergii (Burret) W.J.Baker & Loo (2004)
- Hydriastele ledermanniana (Becc.) W.J.Baker & Loo (2004)
- Hydriastele lepidota Burret (1939)
- Hydriastele longispatha (Becc.) W.J.Baker & Loo (2004)
- Hydriastele lurida (Becc.) W.J.Baker & Loo (2004)
- Hydriastele macrospadix (Burret) W.J.Baker & Loo (2004)
- Hydriastele manusii (Essig) W.J.Baker & Loo (2004)
- Hydriastele mayrii (Burret) W.J.Baker & Loo (2004)
- Hydriastele micrantha (Burret) W.J.Baker & Loo (2004)
- Hydriastele microcarpa (Scheff.) W.J.Baker & Loo (2004)
- Hydriastele microspadix (Warb. ex K.Schum. & Lauterb.) Burret (1937)
- Hydriastele moluccana (Becc.) W.J.Baker & Loo (2004)
- Hydriastele montana (Becc.) W.J.Baker & Loo (2004)
- Hydriastele nannostachys W.J.Baker & Loo (2004)
- Hydriastele oxypetala (Burret) W.J.Baker & Loo (2004)
- Hydriastele palauensis (Becc.) W.J.Baker & Loo (2004)
- Hydriastele pinangoides (Becc.) W.J.Baker & Loo (2004)
- Hydriastele pleurocarpa (Burret) W.J.Baker & Loo (2004)
- Hydriastele procera (Blume) W.J.Baker & Loo (2004)
- Hydriastele ramsayi (Becc.) W.J.Baker & Loo (2004)
- Hydriastele rheophytica Dowe & M.D.Ferrero (2000)
- Hydriastele rhopalocarpa (Becc.) W.J.Baker & Loo (2004)
- Hydriastele rostrata Burret (1937)
- Hydriastele sarasinorum (Burret) W.J.Baker & Loo (2004)
- Hydriastele selebica (Becc.) W.J.Baker & Loo (2004)
- Hydriastele valida (Essig) W.J.Baker & Loo (2004)
- Hydriastele variabilis (Becc.) Burret (1937)
- Hydriastele vitiensis W.J.Baker & Loo (2004)
- Hydriastele wendlandiana (F.Muell.) H.Wendl. & Drude (1875)